# Sungai Temburong
Sungai Temburong är ett vattendrag i Brunei. Det ligger i den nordöstra delen av landet. Floden förenas kort före havet med Sungai Labu.
I omgivningarna runt Sungai Temburong växer i huvudsak städsegrön lövskog. Tropiskt regnskogsklimat råder i trakten.